# Ectropis recurvaria
Ectropis recurvaria är en fjärilsart som beskrevs av John Henry Leech 1897. Ectropis recurvaria ingår i släktet Ectropis och familjen mätare. Inga underarter finns listade i Catalogue of Life.